# ヴァンデンバーグ宇宙軍基地第3発射施設
ヴァンデンバーグ宇宙軍基地第3発射施設 (Vandenberg Space Force Base Space Launch Complex 3、VAFB SLC-3) はヴァンデンバーグ宇宙軍基地の敷地内に設けられたロケット射場で、主にソーロケットおよびアトラスロケットの打ち上げが行われている。 1960年代初めに建設され、東側の SLC-3E と西側の SLC-3W の2つの射点がある。ヴァンデンバーグの海岸線は東西に延びているため、南極大陸上空を通過することなく極軌道に衛星を投入することができる。 一方、ケープ・カナベラルは海岸線が南北に延びているため通常軌道への投入に向いている。

## SLC-3E
SLC-3Eでは3回のアトラス IIASの打ち上げが行われた。最初のミッションは1999年12月18日のテラの打ち上げであり、後の2回はアメリカ海軍広域海上監視システム衛星の打ち上げ（USA-160 と USA-173）であった。アトラス IIASの最終打ち上げは2003年12月2日に行われた。
2003年にはSLC-3Eをアトラス V用に改修することが発表された。改修工事の鍬入れ式は2004年1月に行われ、移動式整備塔の高さは9.1メートル (30 ft)引き上げて73メートル (239 ft)とされた。これにより、大型のペイロード・フェアリングを備えるアトラス V 500シリーズが整備可能になった。2004年7月にはロッキード・マーティンが固定発射プラットフォーム (Fixed Launch Platform、 FLP)の最終セグメントである第4セグメントが到着したと発表した。このセグメントは5,600キロメートル (3,500 mi)離れたフロリダ州オークヒルの工場で製作された。最大のセグメントの重量は90トンで、アメリカ大陸を横断して陸送された最大の貨物だと言われた。2005年2月には大規模工事が完了し、射場がアクティベーションチームから運用チームに引き渡された。SLC-3Eからのアトラス Vの初打ち上げは2008年3月13日 10時02分（GMT）に行われた。

## SLC-3W

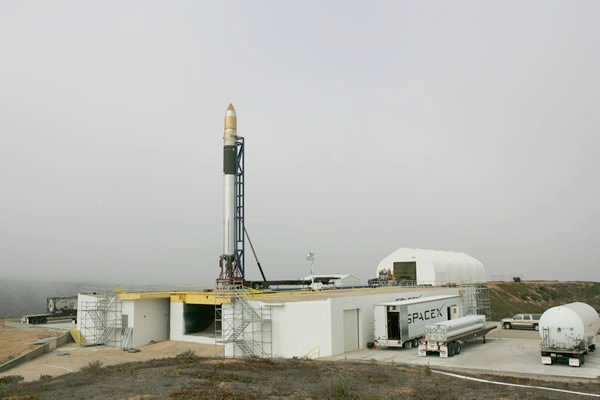
3W射点のファルコン1

SLC-3Wは元々はアトラス・アジェナの打ち上げのために建設されたもので、最初の打ち上げは1960年10月11日のSamos-1であった（ただし打ち上げ自体は失敗した）。1961年9月9日のSamos-3は発射台上で爆発したため射点が大きく損傷したが、迅速な修理が行われてわずか2ヶ月後の1961年11月22日にはSamos-4の打ち上げが実施された（ただし軌道投入には失敗している）。
1962年から1963年にかけてソー・アジェナを用いたコロナ偵察衛星の第一打ち上げ施設として改修され、10年に渡って運用された。1972年にコロナ計画が終了すると、衛星打ち上げ用に改修されたアトラス E/Fミサイルの射場として整備された。改修型アトラスミサイルの打ち上げは1995年に終了した。
SLC-3W はスペースX社のファルコン1開発初期に短期間利用されていたことがある。